# Jonathan Jeremiah
Jonathan Jeremiah (* 1980 in London) ist ein britischer Musiker.
Jeremiahs Musikgeschmack wurde maßgeblich von seinen Eltern geprägt, die in seiner Kindheit Musiker wie Scott Walker, Cat Stevens, Serge Gainsbourg und John Martyn hörten. Im Alter von sechs Jahren begann der Sänger erstmals mit Gitarrenunterricht.
Nach einem USA-Trip im Alter von 20 kehrte Jeremiah nach mehrmonatigem Aufenthalt nach Großbritannien zurück, um seine Karriere als Sänger und Songschreiber voranzutreiben. Um die Aufnahmen seines ersten Studioalbums in einem Studio in Dollis Hill zu finanzieren, arbeitete er nachts unter anderem für eine Sicherheitsfirma. 2010 unterzeichnete Jeremiah schließlich einen Vertrag mit dem Label Island Records, das im Folgejahr das fertiggestellte Album A Solitary Man (2011) veröffentlichte. Im Oktober 2012 erschien sein zweites Album Gold Dust. Sein drittes Album Oh Desire wurde im März 2015 veröffentlicht. Nachdem er 2017 einen Vertrag bei [PIAS] Germany unterzeichnete, veröffentlichte der Londoner 2018 dort sein viertes Album Good Day.

## Diskografie
Alben
- 2011: A Solitary Man
- 2012: Gold Dust
- 2015: Oh Desire
- 2018: Good Day
- 2022: Horsepower for the Streets

Singles
- 2010: See (It Doesn't Bother Me)
- 2011: Happiness
- 2011: Heart of Stone
- 2011: New Age
- 2011: Lost
- 2012: Lazin' in the Sunshine (mit Metropole Orkest)

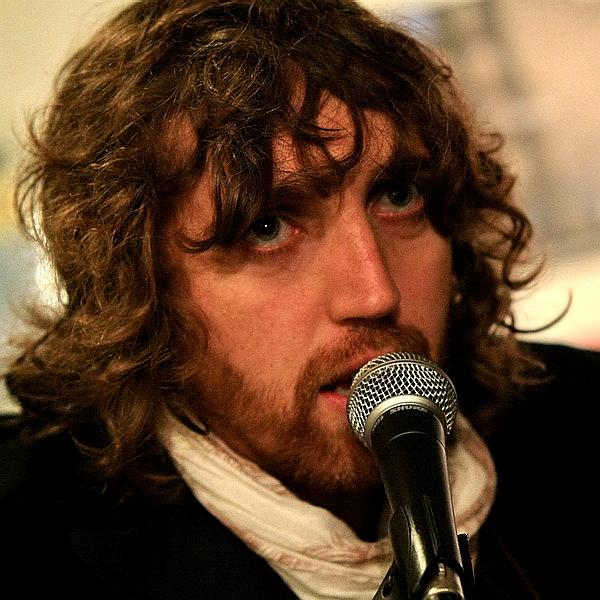
Jonathan Jeremiah (2012)

- 2013: Gold Dust (mit Metropole Orkest)
- 2015: Wild Fire
- 2018: Good Day
- 2018: Mountain